# Poitiers Film Festival
 (septembre 2008).
Si vous disposez d'ouvrages ou d'articles de référence ou si vous connaissez des sites web de qualité traitant du thème abordé ici, merci de compléter l'article en donnant les références utiles à sa vérifiabilité et en les liant à la section « Notes et références ».
Le Poitiers Film Festival (ex Rencontres Internationales Henri Langlois) est un festival international des écoles de cinéma dont l'initiative de la création à Tours en 1977 revient à Henri Langlois, fondateur de la Cinémathèque française. Depuis 1990, ce festival se déroule à Poitiers, au Théâtre Auditorium de Poitiers ainsi qu'au TAP Castille.

## Présentation[1]
Organisé par le TAP – Théâtre Auditorium de Poitiers, le Poitiers Film Festival rassemble autour de sa spécificité, le film d’écoles de cinéma, la jeune création cinématographique internationale, les professionnels de la filière et le grand public.
Pour le public, c’est l'occasion de découvrir des cinématographies émergentes et de voir les premiers films de jeunes auteurs qui s’emparent du monde qui les entoure. C’est aussi le plaisir de partager des émotions, des interrogations et des critiques avec ces artistes lors de rencontres-débats.
Pour les professionnels, c’est un lieu ressource où se rencontrer et partager des expériences. Les festivals y découvrent des films à programmer, les producteurs y repèrent des réalisateurs à suivre, des projets à accompagner.
Pour les jeunes talents, c’est un espace de confrontation avec le public et un tremplin pour leur carrière. À travers ses dispositifs d’accompagnement professionnel, le Poitiers Film Festival facilite l’insertion des auteurs et réalisateurs dans les réseaux et le développement de leurs projets de films.
Les films sélectionnés, parmi plus de 1 300 reçus, assurent à la Sélection internationale de tenir ses promesses : offrir un concentré du meilleur de la jeune création mondiale. Le Festival invite à Poitiers les réalisateurs ; certains remportent l'une de leurs premières récompenses avant de briller sous d'autres projecteurs.

## Historique[1]
Le festival est créé à Tours, en 1977, par Henri Langlois, fondateur de la Cinémathèque française. Celui-ci décède quelques semaines avant le début de la première édition. En son hommage, le festival se baptise Rencontres Henri Langlois.
En 1990, le festival quitte la ville de Tours pour s’installer à Poitiers.
En 2000, le festival initialement consacré aux films de fin d’études, devient le Festival international des écoles de cinéma.
En 2004, la gestion du festival est reprise par la scène nationale de Poitiers, qui abrite le TAP Castille, un Cinéma Art et Essai, labellisé Recherche et Découverte, Patrimoine et Répertoire et Jeune Public.
En 2014, le festival renouvelle sa forme et change de nom pour devenir Poitiers Film Festival
En 2017, le projet artistique du festival s’adjoint du volet professionnel Jump In qui vise à accompagner les jeunes cinéastes. En 2018, les dispositifs professionnels sont complétés par le programme Talents en Court Nouvelle-Aquitaine.

## La programmation[1]
Pendant 8 jours, plus de 130 films et de nombreuses rencontres sont proposés aux festivaliers.
Le festival développe 4 axes de programmation : 
- la Sélection internationale qui présente 8 programmes de courts métrages réalisés par des étudiants en cinéma. Plusieurs prix sont attribués par des jurys de professionnels, le public, des mécènes et partenaires,
- un focus qui met à l’honneur la cinématographie d’un pays en proposant un panorama de films contemporains, des courts métrages issus de ses écoles de cinéma, des rencontres avec des réalisateurs confirmés et émergents,
- un cycle thématique qui confronte, à travers des projections et des dialogues, les œuvres et les regards de cinéastes contemporains sur un sujet choisi,
- des séances spéciales proposées à un large public : la soirée So French! consacrée aux écoles françaises, le programme Courts d’ici, des avant-premières en présence des équipes de films, les séances Piou-Piou et Ciné-doudou à destination du jeune public...

## L'éducation à l'image[1]
Le festival développe un important dispositif d’éducation à l’image en direction du public, en particulier les jeunes spectateurs des écoles, collèges et lycées. Avant, pendant et après la manifestation, il s’agit d’accompagner les œuvres, de faciliter leur appropriation, de permettre la rencontre avec les cinéastes et d’encourager la pratique.
Ce projet se traduit par : 
- des ateliers de sensibilisation au langage cinématographique dans les établissements,
- des projections spéciales, suivies de temps d’échanges avec les auteurs des œuvres,
- des outils pédagogiques sur les films pour accompagner le travail des enseignants,
- des ateliers de pratique pour appréhender la fabrication des images,
- des master classes avec des professionnels pour découvrir les métiers du cinéma[4],
- des projections décentralisées pour diffuser le court métrage sur l’ensemble du territoire de la Nouvelle-Aquitaine.

## Les actions professionnelles[5]
Il tient à cœur au Poitiers Film Festival, avec ses deux dispositifs tremplin, d’accompagner l’insertion professionnelle des cinéastes en devenir : ceux qu’il repère dans les écoles de cinéma à l’international mais aussi ceux qu’il découvre sur son territoire et qui n’ont pas eu accès à la formation.

### Jump In[6]
Lancé en 2016, Jump In est un programme destiné aux réalisateurs sélectionnés précédemment par le Poitiers Film Festival avec un film d’école et qui développent un premier long métrage. D’une durée de 5 jours, il se déroule pendant le festival.
Jump In permet aux jeunes réalisateurs de bénéficier après leur formation d’une marche intermédiaire qui les aidera à consolider leurs projets avant de postuler à des programmes ou à des fonds internationaux ou de démarcher des producteurs.
Cet accompagnement passe par des actions de formation ciblées avec des professionnels confirmés afin d’identifier leurs besoins et de définir une stratégie de développement. Les ateliers proposent également des résidences d’écriture en partenariat avec Grand Poitiers, la Région Nouvelle-Aquitaine et l’ALCA.

### Talents en Court Nouvelle-Aquitaine[7]
Le Poitiers Film Festival, le Festival du Film de Contis, le Festival International du Film Indépendant de Bordeaux (FIFIB) et le Festival du Cinéma de Brive – Rencontres Internationales du Moyen Métrage, soutenus par le CNC et la Région Nouvelle-Aquitaine soutiennent les auteurs néo-aquitains dans le développement de leur projet de court métrage dans le cadre du dispositif Talents en Court Nouvelle-Aquitaine.
La vocation première de ce dispositif est de faire émerger de jeunes talents sans formation ni expérience soutenues dans le secteur cinématographique, et vise ainsi à favoriser une plus grande diversité culturelle et sociale.
Les quatre festivals proposent un parcours imaginé en étapes de travail pour accompagner les participants dans l’écriture et la construction de leur réseau professionnel.
L’objectif de ce programme est multiple :
- faciliter les opportunités de rencontres avec les professionnels au niveau régional et national,
- encourager la transmission et l’échange d’expériences par des conseils personnalisés et l’acquisition d’une méthodologie de travail,
- orienter vers des organismes, structures et associations proposant un accompagnement approfondi.

Les quatre festivals proposent un parcours imaginé en étapes de travail pendant leur manifestation.

## Cinéastes repérés[9]
Toute l’année sortent sur les écrans français des longs métrages de cinéastes repérés par le Poitiers Film Festival quand ils étaient étudiants en cinéma. La plupart de ces sorties nationales est présentée au cinéma le TAP Castille à Poitiers et accompagnée par le festival.

### Réalisateurs et réalisatrices repérés par année de sélection
- 1984 : Arnaud Desplechin, Pascale Ferran et Éric Rochant
- 1985 : Christian Vincent
- 1989 : Tran Anh Hung
- 1990 : Émilie Deleuze, Noémie Lvovsky, Alan Taylor, Christine Carrière
- 1991 : Andreas Dresen, Sophie Fillières, Jean-Paul Civeyrac, Jean-Marc Moutout
- 1992 : Renaud Cohen
- 1993 : Nick Quinn
- 1994 : Ursula Meier, Judith Cahen Ludovic Cantais
- 1995 : Ben Hopkins
- 1996 : Vincenzo Natali
- 1997 : Marina de Van, Emmanuelle Bercot, Asif Kapadia, Stefan Komandarev
- 2000 : Sara Gavron, Dagur Kari, Claire Doyon
- 2001 : Joachim Trier, Rodrigo Pla, Arthur de Pins, Peter Sollett
- 2002 : Nikolaj Arcel, Michale Boganim, Alicia Duffy, Matthias Luthardt, Christoffer Boe, Brahim Fritah, Diederik Van Rooijen
- 2003 : Pia Marais, Anders Morgenthaler, Petra Biondina Volpe
- 2004 : Nassim Amaouche
- 2005 : Joao Salaviza, Piero Messina, Nicolas Wackerbarth, Eskil Vogt, Svetla Tsotsorkova
- 2006 : Denes Nagy, Mikko Kuparinen
- 2007 : Nadav Lapid, Franco Lolli, Julien Bisaro, Esben Toft Jacobsen, Hafsteínn Sígurõsson
- 2008 : Claire Burger, Marie Amachoukeli, Benjamin Renner, Hong-jin Na, Keren Ben Rafael
- 2009 : Rúnar Rúnarsson, Kevin Acevedo, Carlo Vogele, Magnus Von Horn, Dragomir Sholev
- 2010 : Paul Wright, Rok Bicek, Visar Morina, Léo Karmann, Leyla Bouzid, Gabriela Pichler
- 2011 : Florian Heinzen-Ziob
- 2012 : Eduardo Williams, Piero Messina, Emma Benestan, Lucas Delangle, Milad Alami, Lea Glob
- 2016 : Anna Cazenave-Cambet, Lola Quivoron, Sofia Quiros Ubeda
- 2017 : Léopold Legrand, Valentina Maurel
- 2018 : Anja Kreis, Simon Rieth